# R1 (stacja telewizyjna)
R1 - sieć telewizji regionalnych składająca się z 7 oddziałów - Genus (Liberec), Lyra (Ústí Nad Labem), Dakr (Most), Vřídlo (Karlovy Vary), ZAK (Plzeň), Vysočina (Jihlava) oraz Morava (Olomouc). Był to projekt połączenia regionalnych stacji w jedną sieć, zapoczątkowany 1 września 2008. Wszystkie regiony nadawały według jednolitego schematu - 20-minutowy blok programowy składający się informacji nadawany był w dni powszednie od 17:40 do 18:00 poprzez rozłączenie regionalne na pozycji Prima TV, powtarzany następnego dnia między 7:00 a 7:20.
Jako samodzielna stacja ruszyła 15 czerwca 2009, na podstawie zmienionych warunków licencji planowanego kanału Prima Klub. Kanał dzielił swoją pozycję programową z kanałem Prima Cool. Zgodnie z licencją kanał nadawał 5 godzin dziennie, a w ramówce znalazły się informacje z regionów oraz filmy i seriale. W lutym 2011 warunki licencji ponownie zostały zmienione, wobec czego 8 marca 2011 kanał R1 został zastąpiony przez nową stację skierowaną do kobiet Prima Love.
Sieć telewizji regionalnych przestała istnieć 31 grudnia 2011 roku w związku z zakończeniem nadawania Prima TV. Część ośrodków regionalnych usamodzielniła się i rozpoczęła nadawanie własnych kanałów, pozostałe zostały zlikwidowane.